# Ibrahima Toure
Ibrahima Toure é um futebolista senegalês, que atualmente joga pelo Al Nasr.

## Carreira

### Metz
Na temporada 2004-05, Ibrahima jogou um mês pelo Metz, da França, sendo emprestado ao Chendgu Blades FC, da China, para ganhar experiência.

### Chendgu Blades FC
Ibrahima chegou ao Chendgu Blades FC em fevereiro de 2005. Nesta passagem pelo futebol chinês marcou dois gols, contra o Yanbian FC e o  Shanghai Jiucheng, e foi expulso duas veces, nas partidas contra Oleadas Hunan e Changchun Yatai.
Terminado seu empréstimo ao time chinês, foi novamente emprestado.

### Wydad Casablanca
Jogou no Wydad Casablanca por 2 temporadas.

### Paykan FC
No Paykan FC fez 13 gols em 21 partidas.

### Persepolis FC
No Persépolis, marcou 11 gols na temporada (2008-09).

### Sepahan FC
Em 2009, foi emprestado ao Sepahan, ajudando a equipe a conquistar a "Irán Pro League" por 2 vezes, marcando 18 gols nas duas campanhas.

### Ajman Club
No Ajman Club, continuou marcando gols com regularidade, chegando a balançar as redes 14 vezes em 16 partidas, em janeiro de 2012.

### AS Monaco
Suas boas atuações pelo Ajman Club o fizeram ser contratado pelo futebol francês. 

### Al Nasr
Em janeiro de 2015, na final da Copa dos Emirados Árabes, fez 2 gols, ajudando o o Al Nasr a ganhar o jogo por 4x1, e a conquistar o título. Neste jogo, ainda, ele chamou a atenção por outro fato. Aos 31 minutos do segundo tempo, quando o jogo já estava 4 a 1,ele resolveu plantar bananeira dentro da área adversária enquanto esperava a cobrança de escanteio. Os adversários acharam que era provocação e partiram para cima do jogador. Pela atitude inconveniente e um tanto bizarra, ele foi punido com o cartão amarelo. No minuto seguinte, o técnico o substituiu.

## Estatísticas
(Atualizado em 31/1/2013)
| Clube               | País                   | Ano/Temporada   | Jogos | Gols |
| ------------------- | ---------------------- | --------------- | ----- | ---- |
| Chengdu Blades F.C. | China                  | 2005            | 18    | 8    |
| Wydad Casablanca    | Marrocos               | 2005 - 2008     |       |      |
| Paykan F.C          | Irão                   | 2007 - 2008     | 25    | 18   |
| Persépolis F.C      | Irão                   | 2008 - 2009     | 29    | 19   |
| Sepahan Isfahan F.C | Irão                   | 2009 - 2011     | 53    | 33   |
| Persépolis F.C      | Emirados Árabes Unidos | 2011 - 2012     | 10    | 7    |
| AS Monaco           | França                 | 2012 - Presente | 59    | 30   |

## Títulos

### Sepahan
- Iran Pro League: 2009–10, 2010–11

### Monaco
- Ligue 2: 2012–13

### Al Nasr
- Copa dos Emirados Árabes - 2014/2015